# ヴィンセント・ギャロ
ヴィンセント・ギャロ（Vincent Gallo, 1962年4月11日 - ）はアメリカ合衆国ニューヨーク州バッファロー出身のミュージシャン・画家・俳優・映画監督。

## 人物
- 両親はシチリア島からの移民である、シチリア系アメリカ人。

- ニューヨークの路上で出会ったバスキアとバンドを組んでいた事がある[1]。

- 自伝的な内容の『バッファロー'66』（1998年）により脚光を浴びる。与えられた役を演じるだけでなく、監督、主演、美術、音楽を担当している。

- 『エッセンシャル・キリング』で壮大な自然の中を逃亡するアラブ人テロリストを全編台詞なしで演じきり、第67回ヴェネツィア国際映画祭でヴォルピ杯（男優賞）を受賞した（ただし、授賞式に出席しなかった）。

- トヨタ・セリカ (7代目)のCMと短編映画の制作監修を行った。

- 日本では、俳優として名前が知られるようになる以前に画集が発売されており、アーティストとして注目されていた。2002年、ペインティング、ドローイング、写真など約120点を展示する『ヴィンセント・ギャロ　レトロスペクティヴ 1977-2002』が原美術館において開催され、若者を中心に多くの客を集めた。

- 2003年と2007年のフジロックフェスティバルにミュージシャンとして出演している[2][3]。

- 2010年11月30日から12月2日までの3日間（6回）、ブルーノート東京に出演した。映画のプロモーションやフジロックへの出演での来日はしているが、クラブへの出演は初めてとなる。

- 2011年G-STAR RAWのキャンペーンにモデルとして起用。

- 2012年4月に、Vincent Galloソロ名義でのJapan Tourが大阪（CONPASS）、広島（CLUB QUATTRO HIROSIMA）にて行われた。

- 2012年3月1日から5月27日までの3カ月間、ニューヨークのWhitney Biennialで開催されている『Whitney Biennial 2012』のアーティストの一人として参加している。

## 主な作品

### 出演作
- 1983 The Way It Is（監督：エリック・ミッチェル　初出演・音楽）
- 1984 U.S.Go Home（監督：クレール・ドニ）
- 1987 ドクス・キングダム Doc's Kingdom（監督：ロバート・クレイマー）
- 1990 グッドフェローズ（監督：マーティン・スコセッシ）
- 1990 フィガロ・ストーリー（監督：クレール・ドニ）
- 1992 アリゾナ・ドリーム（監督：エミール・クストリッツァ）
- 1994 愛と精霊の家（監督：ビレ・アウグスト）
- 1996 パルーカヴィル（監督：アラン・テイラー）
- 1996 バスキア（監督：ジュリアン・シュナーベル　※カメオ出演）
- 1996 ネネットとボニ（監督：クレール・ドニ）
- 1996 フューネラル（監督：アベル・フェラーラ）
- 1997 気まぐれな狂気（監督：キーファー・サザーランド）
- 1998 バッファロー'66 Buffalo '66 （兼監督・脚本）
- 1999 GO! GO! L.A.（監督：ミカ・カウリスマキ）
- 1999 グッバイ・ラバー（監督：ローランド・ジョフィ）
- 1999 トリック・ベイビー（監督：マシュー・ブライト）
- 2000 コード（監督：シドニー・J・フューリー）
- 2001 ガーゴイル（監督：クレール・ドニ）
- 2001 ストランデッド（監督：ルナ）
- 2001 ニューヨーク セレナーデ（監督：ジャスティン・マッカーシー）
- 2003 ブラウン・バニー The Brown Bunny （兼監督・製作・脚本・撮影・編集・衣装・メイク）
- 2003 狼たちの鎮魂歌（監督：パスクァーレ・シメカ）
- 2006 モスクワ・ゼロ（監督：ルナ）
- 2009 テトロ 過去を殺した男 Tetro（監督：フランシス・フォード・コッポラ）
- 2010 エッセンシャル・キリング Essential Killing（監督：イエジー・スコリモフスキ）- 第67回ヴェネツィア国際映画祭男優賞受賞
- 2010 Promises Written in Water （兼監督・脚本・製作・音楽・編集・美術）
- 2012 ルーシーズ　（役名：ジャックス）
- 2012 ニューヨーク、恋人たちの2日間（監督：ジュリー・デルピー）
- 2012 La leggenda di Kaspar Hauser（主演：The Pusher / The Sheriff）
- 2013 人類資金（監督：阪本順治）

### 監督作
- 1998 バッファロー'66 Buffalo '66
- 2003 ブラウン・バニー The Brown Bunny
- 2010 Promises Written in Water

### その他
- パルコ　テレビCM（メロトロンを弾く姿、1999年）
- 『Live, Love, Drive』（短編映画、トヨタセリカキャンペーンとして製作、2000年公開）
- When（アルバム。ワープ・レコーズ。2001年発売）
- L'Arc〜en〜Ciel「Anemone」ミュージック・ビデオ制作。2001年。
- 茶色の朝（フランク・パヴロフ・物語、ギャロ・画。大月書店。2003年12月24日発売）
- ヴィンセント・ギャロ：バイオグラフィー（映画のメイキング、ビデオクリップ等収録の7枚組DVDセット。2007年2月発売）

## その他
- J-WAVEにて「PLEASE, PLEASE Dr.GALLO」という人生相談番組を放送していた。その際は「Dr.ギャロ」と名乗りリスナーからの電話に通訳を介して応対し、自らの信念や人生観を明かしながら、真摯な回答をしていた。自作のテーマソングは、“Dr. Gallo loves everyone, but no one loves Dr. Gallo.”という、いささか自虐的なものであった。
- 『バッファロー'66』で有名になる前、雑誌『アンアン』のインテリア特集で自宅が紹介された。自らの手で改装を繰り返したというそのスペースは、ソファーの代わりに簡素な椅子を3脚並べて置くなど、独自の美意識が貫かれたスタイルに仕上げられていた。
- 『ブラウン・バニー』では、監督・主演のみならず製作・脚本・美術・撮影監督・編集・衣装・メイクまで自ら手掛けた。自他ともに認める完璧主義者でありコントロールフリークである。
- 小津安二郎のファンで、映画作りにおいて影響を受けたと発言している。来日した際は小津監督作品のDVDを購入した。
- グンゼの白のブリーフがお気に入りで、『バッファロー'66』のプロモーションで来日した時には、碑文谷のダイエーでグンゼ製の下着を3万5千円分購入した。また、BVDも気に入っており、日本からパンツやシャツを定期的に取り寄せているという。